# Абингдън
А̀бингдън (на английски: Abingdon) е град в графство Оксфордшър, регион Югоизточна Англия. Той е административен център на община Вейл оф Уайт Хорс. В миналото е бил център на графство Бъркшър. Населението му е 36 626 души по данни от преброяването през 2001 г.

## География и транспорт
Разположен е на река Темза, на 13 km южно от Оксфорд.
Градът се намира на път А415 между Луитни и Дорчестър и има полза от това, че е и близо до пътя за камиони А34, свързващ магистралите М4 и М10. Пътищата В4017 и А4183 също са свързани с трафика в града.
В града могат да се намерят и постоянни автобуси, извършващи определени курсове. Най-близките железопътни станции са в Кълъм и Радлий.

## История
Мястото, където сега се намира града, е населявано още от първата половина на Желязната ера. Градът в съвременните представи е основан през Англосаксонския период, като поради липсата на достоверен писмен източник се смята, че това се е случило през VII век. Днес жителите на града претендират, че Абингдън е един от най-старите непрекъснато населявани градове на Британските острови.
През XIII и XIV век градът е в разцвет и става земеделски център с бързо развиваща се търговия на вълна и с известна индустрия за произвеждане на платове и дрехи.
След разпадането на абатството през 1538 г. градът започва да запада. През 1555 г., след получаване известие за ужасното състояние на града, кралица Мери лично избира кмет на града, който да бъде чиновник, следовател при смъртни случаи и да съблюдава правосъдието в град Абингдън.

## Забележителности
През 1790 г. е построен каналът Абингдън Лок, което носи корабоплаване от Темза до града. През 1810 г. се отварят каналите Лилтс и Бъркс, свързващи града със Семингтън и канала Ейвън. Абингдън става ключова връзка между големи индустриални центрове като Бристол, Лондон, Бирмингам и др. През 1856 г. се появява железопътна линия в града, свързваща го с Голямата западна железница на Брунел. Каналите Лилтс и Бъркс са изоставени през 1906 г., но днес се работи за тяхното възстановяване и ново отваряне. През септември 1963 г. железопътните линии в града се затварят за пътници. Линията остава отворена за превоз на стока и други товари до 1984 г. Най-близката железопътна станция е в Радлий на 3 км разстояние.
Абингдън, като отколешен главен град на графство Бъркшър, има великолепна архитектура, като най-известни са Резиденцията на графа с нейната приемна зала, днес отворен за посещения музей. Те са проектирани от известния британски архитект Сър Кристофър Рен.

## Фестивали
- Фестивал на кленовия сироп в Абингдън – провежда се през март.
- Фестивал на бирата, сайдера и музиката в Абингдън – провежда се през март.
- Фестивал на изкуствата в Абингдън провежда се през март.
- Фестивал на половете и разнообразието в Абингдън – ежегоден 2-седмичен фестивал, който се провежда през март.
- Годишен Джаз Фестивал в Абингдън – провежда се през април.
- Пролетен фестивал на занаятите в Абингдън – провежда се през април.
- Музикален фестивал в Абингдън – провежда се в края на април и началото на май.
- Блус фест в Абингдън – провежда през юни.
- Детски фестивал на храната в Абингдън – провежда през юни.
- Virginia Highlands фестивал в Абингдън – провежда се през юли.
- Фестивал 4x4 в Абингдън – провежда се през септември.

## Личности
- Фил Селуей (р. 1967), музикант

## Побратимени градове
- Аржантан, Франция
- Колмар, Франция
- Лука, Италия
- Синт Никлас, Белгия
- Шонгау, Германия